# Mearley Brook
Der Mearley Brook ist ein Wasserlauf in Lancashire, England. Er entsteht östlich von Clitheroe an der Westseite des Pendle Hill. Er fließt in westlicher Richtung und erreicht das Stadtgebiet von Clitheroe an der Straße Up-Brooks. Er fließt zunächst weiter in westlicher Richtung, ehe er sich beim Erreichen der A 671 road (Waterloo Road) nach Süden wendet. Er fließt in dieser Richtung bis zu seiner Mündung in den Pendleton Brook im Süden der Stadt. Vor seiner Mündung wird Wasser des Mearley Brook abgeleitet, um einen See zu bilden.